# Kathleen Sebelius
Kathleen Gilligan Sebelius, född 15 maj 1948 i Cincinnati i Ohio, är en amerikansk demokratisk politiker. Från 2003 till 2009 var hon Kansas guvernör och från 2009 till 2014 USA:s hälsominister. Hon har även varit chef för lärarnas fackförbund i USA.
Kathleen Sebelius är katolik och gick i en katolsk skola, Summit Country Day School. Hon studerade senare vid ett katolskt universitet, Trinity Washington University.
Sebelius far John J. Gilligan var demokratisk guvernör i Ohio och hennes svärfar Keith Sebelius var republikansk ledamot av USA:s representanthus från Kansas. Hennes man Gary Sebelius är domare.
Under sin tid som guvernör  i Kansas (2003–2009) var hon den andra kvinnliga guvernören i delstatens historia. I 2002 års guvernörsval i Kansas besegrade Sebelius republikanen Tim Shallenburger. Hon omvaldes 2006 med 57,8 procent av rösterna. Hennes motkandidat Jim Barnett fick 40,5 procent av rösterna.
Efter att Barack Obama 2008 blev nominerad till demokraternas presidentkandidat i presidentvalet senare under året, omtalades Sebelius som en möjlig vicepresidentkandidat tack vare sin bedrift att som demokrat med stor marginal bli vald till guvernör i en republikanskt dominerad delstat.
Obama nominerade henne till landets hälsominister efter att Tom Daschle avböjt. USA:s senat tillstyrkte nomineringen 28 april 2009.